# Вазаль
Вазаль — река в Савинском районе Ивановской области России. Устье находится в 37 км по правому берегу реки Шижегды. Длина 20 км.

## Данные водного реестра
По данным государственного водного реестра России, относится к Окскому бассейновому округу, водохозяйственный участок реки — Клязьма от города Коврова и до устья, без реки Уводь, речной подбассейн реки — бассейны притоков Оки от Мокши до впадения в Волгу. Речной бассейн реки — Ока.
Код объекта в государственном водном реестре — 09010301112210000033232.